# Willy Bruynseraede

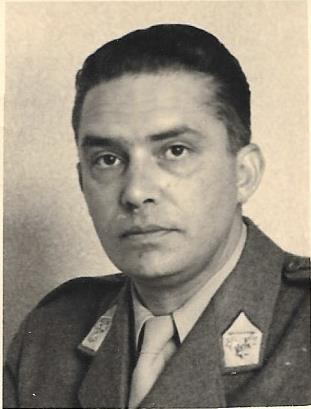
Willy Bruynseraede

Willy Bruynseraede (Brugge, 26 augustus 1912 - Knokke, 31 augustus 1994), ook gekend als Luitenant Jerôme, was leider van een Brugse verzetsgroep tijdens de Tweede Wereldoorlog.

## Levensloop
Bruynseraede werd in 1936 beroepsmilitair en nam deel aan de Achttiendaagse Veldtocht in mei 1940. Op 25 mei werd hij aan het Schipdonkkanaal zwaar verwond door een kogel die de ruggenwervel trof. Dit belette dat hij als krijgsgevangen officier naar een Offlag in Duitsland werd overgebracht. Na een lange hospitalisatie herstelde hij.
Vanaf mei 1941 was hij lid van de Inlichtingen- en actiedienst SRA (Service de Renseignements et d'Action) en verzamelde hij inlichtingen die naar Londen werden gestuurd. Op 2 oktober 1942 werd hij als verdachte door de Gestapo opgepakt en tot 2 april 1943 opgesloten, waarna hij bij gebrek aan bewijzen in vrijheid werd gesteld. 
Op verzoek van het Geheim Leger, meer bepaald van Alfred Coppieters 't Wallant, richtte hij vervolgens een aparte verzetsgroep op, onderverdeeld in kleine regionale ploegen en sloot hij deze aan bij het Geheim Leger, sector Brugge-Oostende. De groep was vanaf midden 1943 operationeel en telde een kleine honderd man. Tot hun activiteiten behoorde het saboteren van spoorwegen (door het losvijzen van sporen  en het doorknippen van telefonische verbindingslijnen), het onklaar maken van telefoonkabels en luchtlijnen, het op de wegen strooien van sabotagenagels (zogenaamde kraaienpoten) en het saboteren van de waterbevoorrading in het station van Brugge. De groep werd bekend onder de naam van de stoottroepen van luitenant Jerôme. Ontploffingen waren eerder zeldzaam want de groep beschikte over weinig materiaal en het was dan nog vaak van povere kwaliteit. 
Onderverdeeld in zelfstandige afdelingen, die veiligheidsvoorschriften onderhielden en onderling geen contacten hadden, bestonden er afdelingen in Brugge, Oostkamp, Assebroek, Beernem en Varsenare. De leden waren vaak militairen, maar ook jonge arbeiders en middenstanders. Er behoorden zeven edellieden tot een van de afdelingen. Het waren: Roland Rapaert de Grass (1911-1965), later burgemeester van Hertsberge, Claude Carron de la Carrière (1914-1975), later burgemeester van Loppem, John Powis de ten Bossche (1924-1999), later medewerker van president Mobutu, graaf Rodolphe van der Stegen de Schrieck (1905-1960), ridder Emmanuel van Outryve d'Ydewalle de Diest (1899-1954), Thierry Piers de Raveschoot (1927-1993) en René Peers de Nieuwburg (1918-1944). 
Een onderdeel van de groep stond onder de leiding van adjudant Alberic Pullinckx en was actief in het vervoeren en verbergen van wapens. Deze groep werd verklikt en zeventien leden werden aangehouden en naar Duitse concentratiekampen gevoerd, waar acht onder hen, onder meer Pullinckx, het leven lieten. 
Naast de sabotageopdrachten voerde de groep geen rechtstreekse aanvallen uit op Duitse militairen. De activiteiten behelsden het inwinnen van inlichtingen, het inzamelen van wapens, het opleiden van manschappen, en ook het verbergen van werkweigeraars, onderduikers en geallieerde piloten.

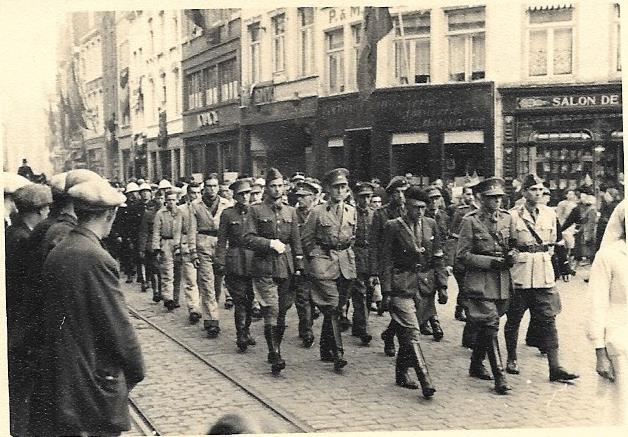
Optocht door de Steenstraat in Brugge van Verzetsgroepen, in september 1944. Op de eerste rij: Alfred Coppieters 't Wallant, majoor Georges Janssens de Bisthoven, luitenant Willy Bruynseraede

Tijdens de laatste dagen van de bezetting, hielpen de stootgroepen van luitenant Jerôme bij de acties die de voorbereidingen van de Duitsers verhinderden om de kaden van de binnenhaven van Brugge op te blazen. 
Op 9-10-11 september was de tot compagnie gegroeide Groep Jerôme aanwezig in Sint-Andries en vestigde zijn hoofdkwartier in het Pannenhuis. Hij kreeg de opdracht om met de Canadezen Brugge binnen te trekken en de kazerne van de Vlaamse Wacht (de Rijksmiddelbare School in de Boomgaardstraat) en het gebouw van de Gestapo in de Kuipersstraat te bezetten. Deze laatste werd onmiddellijk het hoofdkwartier van de Groep Jerôme.   
Tijdens de bevrijdingsdagen in Brugge (september 1944) was Bruynseraede zeer aanwezig op defilés en plechtigheden, onder meer bij de uitvaart van twee gesneuvelde leden van het Geheim Leger. 
De Groep van luitenant Jerôme bleef tot in november 1944 verkennings- en wachtopdrachten uitvoeren in dienst van het Canadese leger. Nadien werd Bruynseraede, samen met een deel van zijn groep, ingelijfd in het 24ste Bataljon Fuseliers dat op 4 februari 1945 werd opgericht binnen het opnieuw opgerichte Belgisch leger. Het werd operationeel toegevoegd aan de 21st Army Group en volgde de geallieerde legers tijdens de verovering van Duitsland. 
Na de oorlog werd Bruynseraede erkend als weerstander, politiek gevangene en grootinvalide. Hij werd overladen met opnamen in de nationale orden en met allerhande erkenningen en medailles.
Hij hernam zijn carrière in het Belgisch leger en werd officier bij de Belgische bezettingstroepen in Duitsland. Hij sloot zijn loopbaan af met de graad van luitenant-kolonel.

## Privé
Hij was in 1937 getrouwd met Lucienne Hoornaert (1915-1999) en ze hadden twee zonen. Door de oorlog groeiden ze uit elkaar en scheidden ze. Hij hertrouwde in 1962 met de Duitse Sieglinde Schulze (1927-2007). 
Hij bracht zijn laatste levensjaren door in Knokke, Marie-Joséstraat 1, waar hij teruggetrokken leefde en zich niet aansloot bij verenigingen van voormalige verzetslieden. Zijn grote hobby werd het schilderen van vooral zeegezichten, waarvoor hij het 'Atelier B' betrok op de Zeedijk.